# Bukovina (Slovacchia)
Bukovina (in ungherese Bukovina) è un comune della Slovacchia facente parte del distretto di Liptovský Mikuláš, nella regione di Žilina.